# Arméns musikkår
För andra betydelser, se Arméns musikkår (olika betydelser).
Arméns musikkår, förkortat AMK, är svenska Försvarsmaktens största orkester, och även Nordens största professionella musikkår. Musikkåren består av 53 heltidsanställda musiker jämte ledning. Kåren är stationerad i Sollentuna kommun.

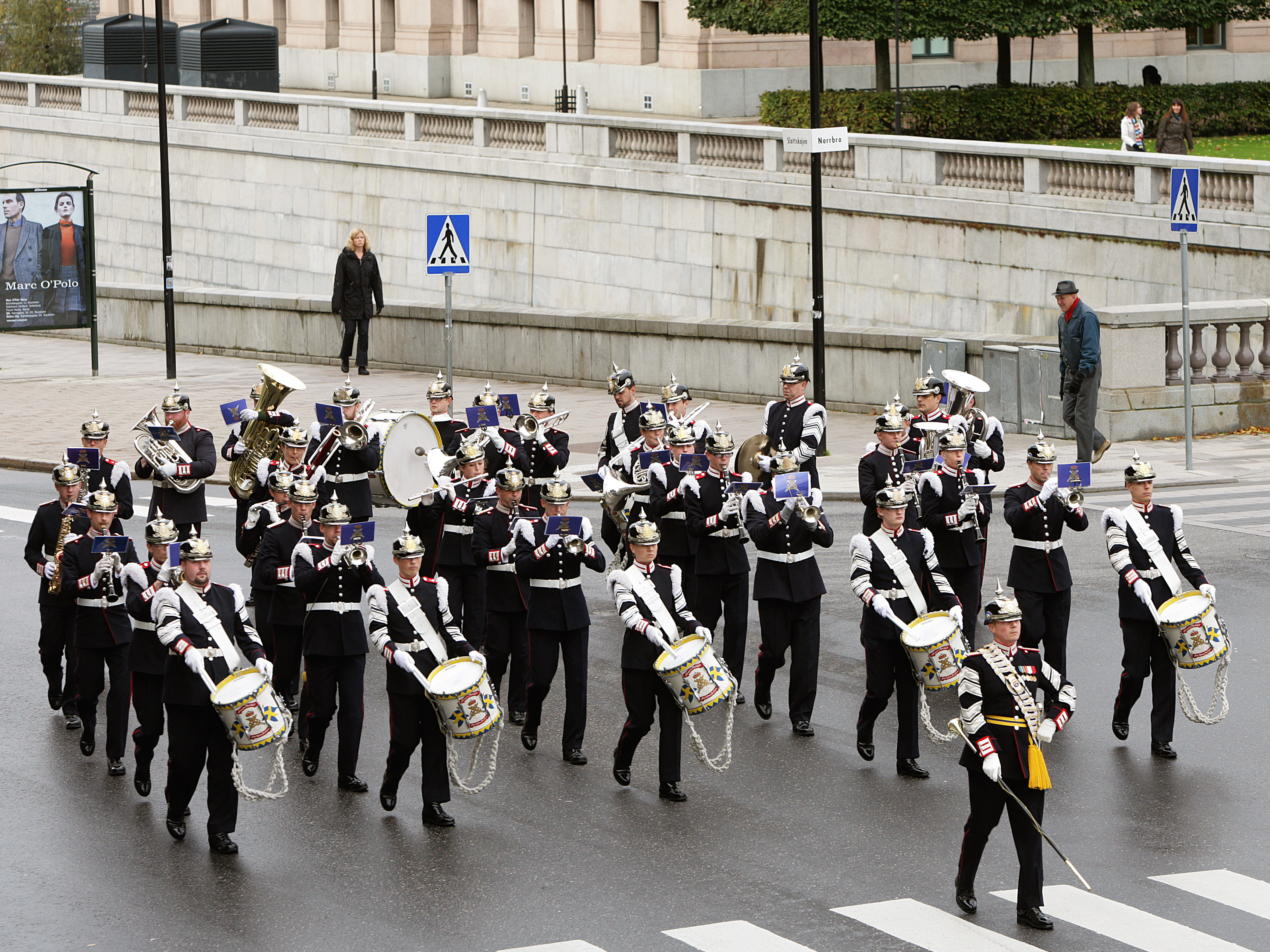
AMK Vaktparad

## Historik

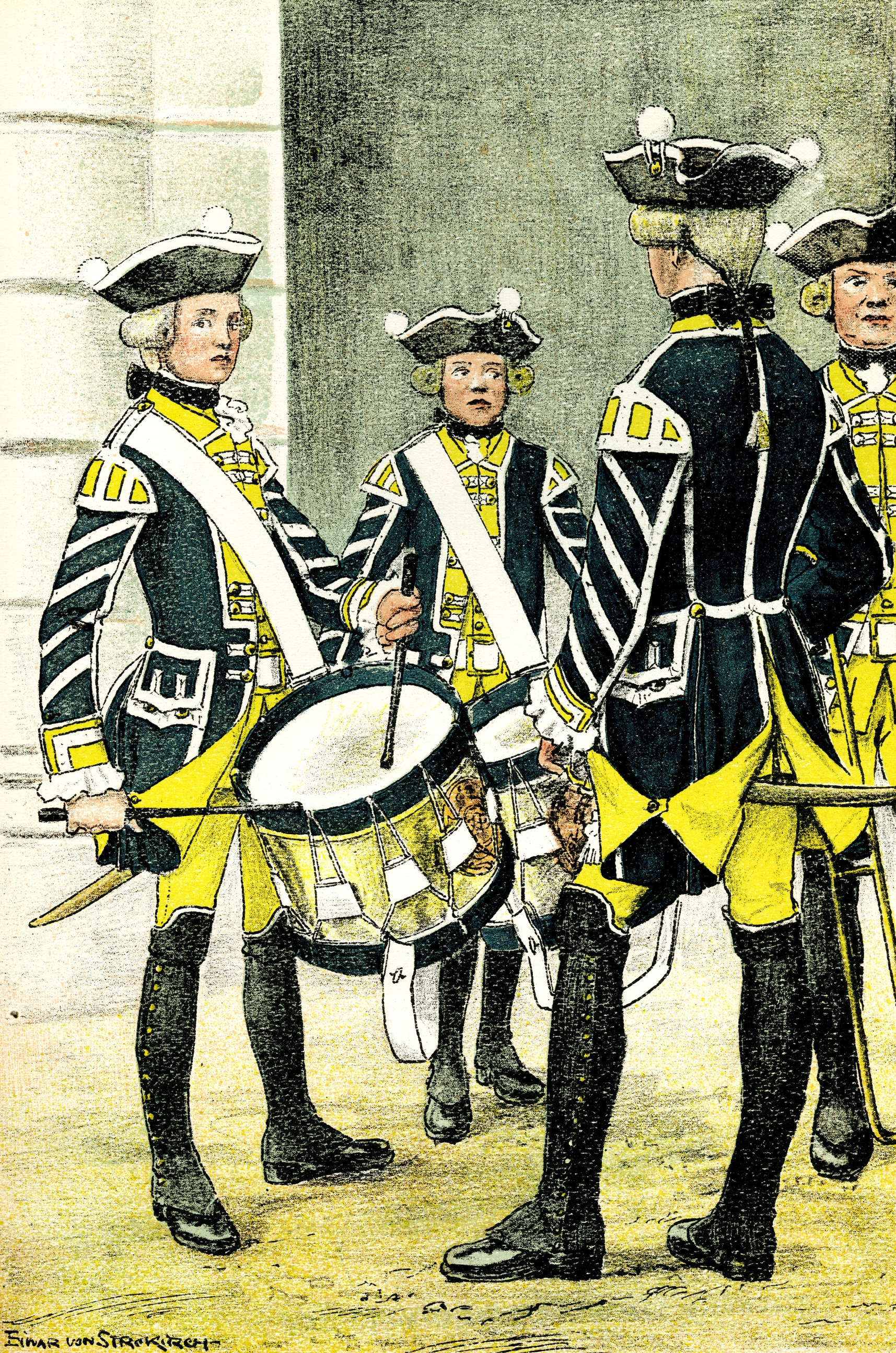
Svea livgardes musikkår i uniform m/1765.

Arméns musikkår förvaltar arvet från gardesmusikkårerna till fots i Stockholm och särskilt från Göta livgarde. Gardesmusiken har sina rötter i 1500-talet, då musikanter, trumslagare och pipare anställdes i Gustav Vasas livvaktsstyrka.

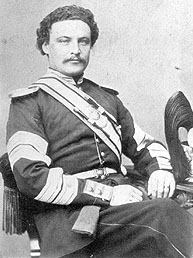
"Vackre Herrmann" Regementstrumslagare 1860

Under andra hälften av 1900-talet fördes den militära professionella musikverksamheten ur Försvarsmakten. Försvarsmakten organiserade 1982 en militär musikkår av värnpliktig personal med namnet Arméns musikpluton. Inledningsvis var kåren förlagd vid Södermanlands regemente (P 10) i Strängnäs, men i samband med regementets indragning 2006, flyttades verksamheten till Stockholmsområdet. Musikkåren bestod då av ett femtiotal värnpliktiga musiker.
År 2006 anställdes 15 professionella musiker vilka hade till uppgift att, förutom medverkan i orkestern, även fungera som instruktörer för musiksoldaterna. År 2010 infördes yrkesförsvarsreformen och de sista värnpliktiga avlöstes av professionella musiker.

## Verksamhet
Arméns musikkårs storlek samt dess genrebredd gör att kåren kan hantera ett stort antal spelningar. Totalt genomförs över 200 framträdanden varje år.
Kårens huvuduppdrag är att förse statsceremonielet med musik. Statsceremonielet omfattar vaktparader vid Stockholms slott, statsbesök, audienser och kungliga högtider samt spelningar för hovstaterna, riksdagen och regeringen. Kåren spelar även vid landets förband och genomför militära musikuppdrag, i samband med Försvarsmaktens utlandsmissioner i bland annat Kosovo och Afghanistan.
På den internationella scenen har Arméns musikkår bland annat deltagit vid tattooer och musikfestivaler i Finland, Tyskland, Norge, Danmark, Frankrike och Schweiz.
I övrigt bedriver Arméns musikkår en välbesökt konsertverksamhet som är öppen för allmänheten. Repertoaren rymmer både konst- och populärmusik, från barock till nutid.

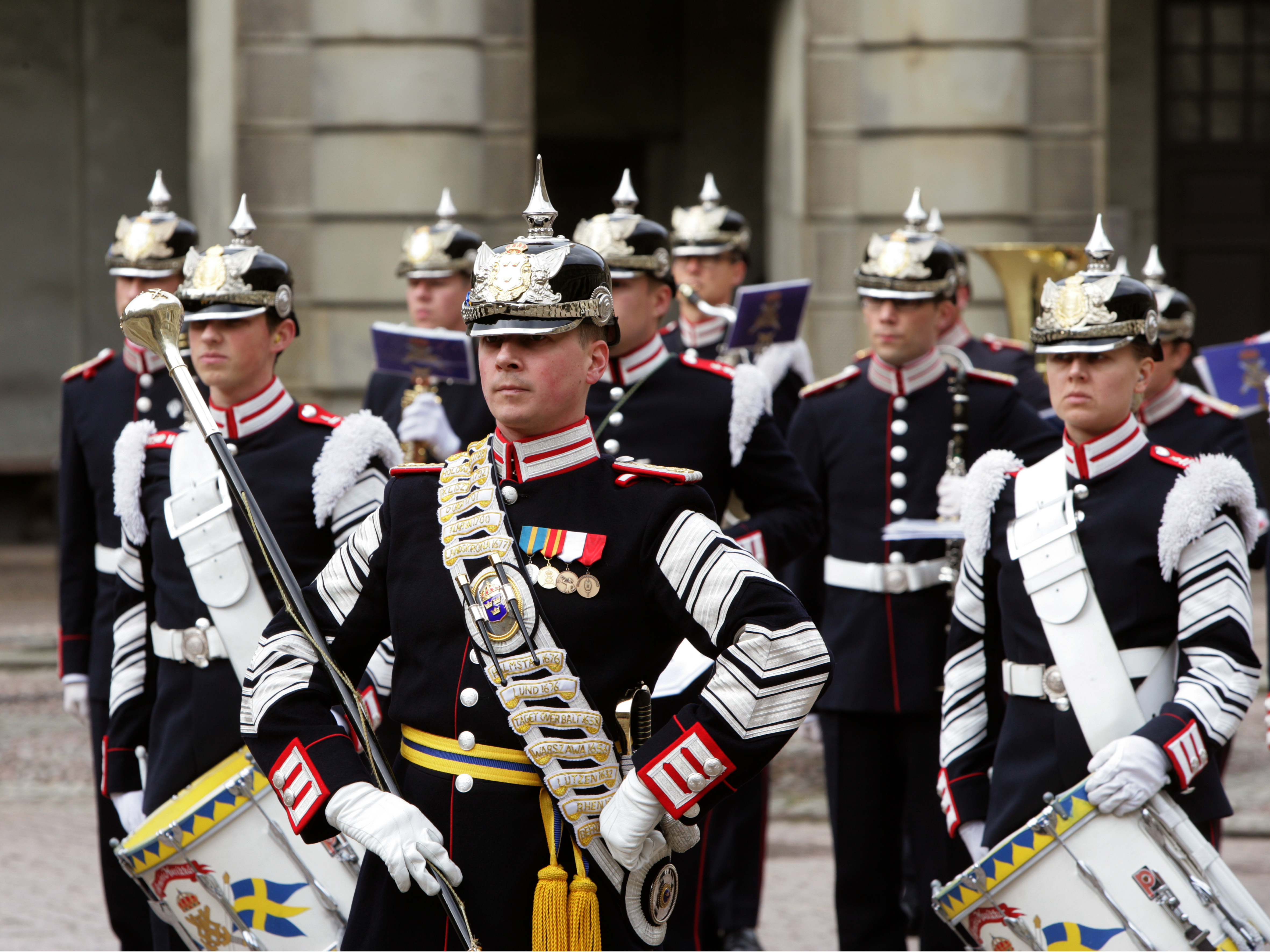
Regementstrumslagaren 2017

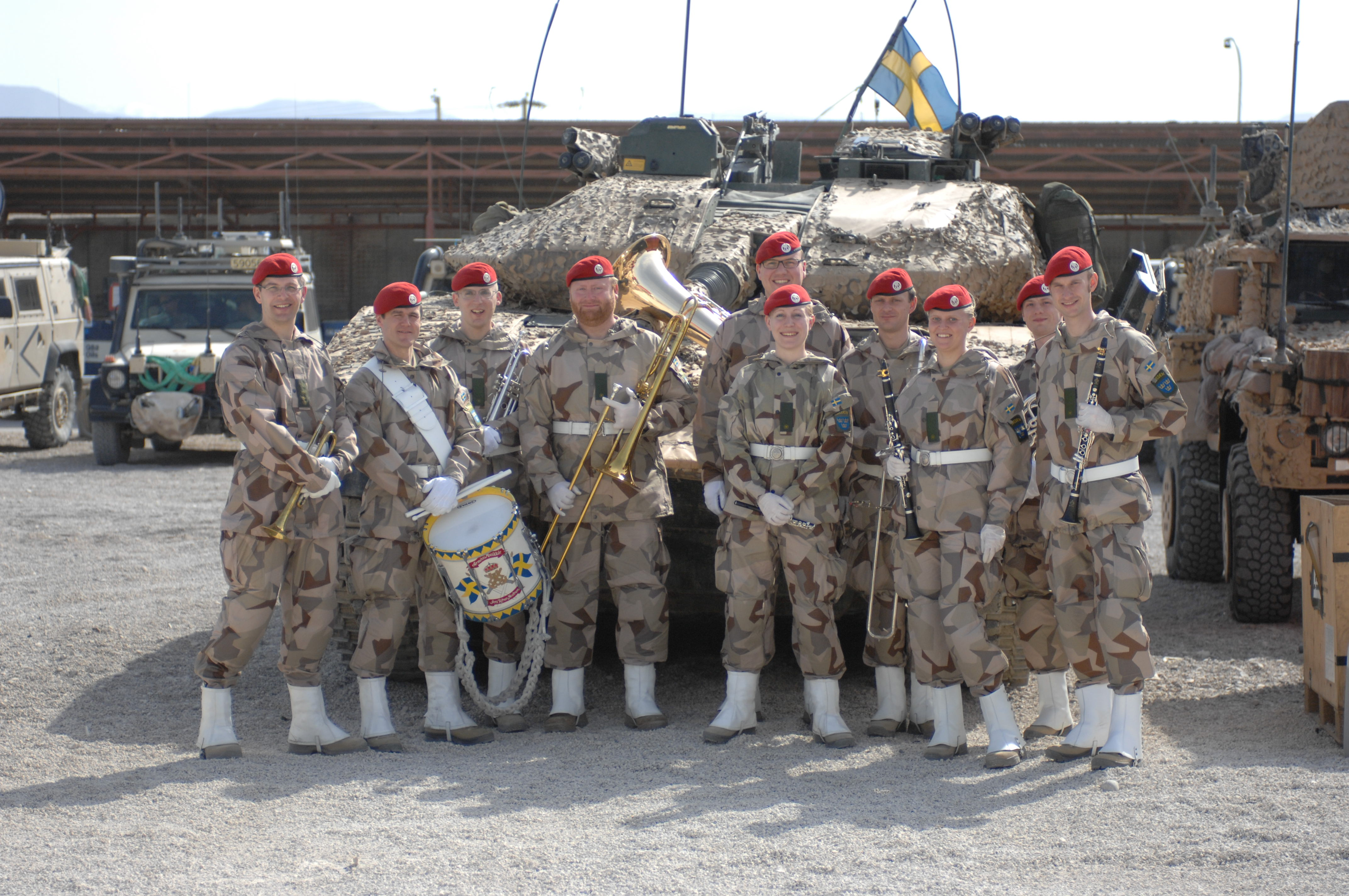
AMK i Afghanistan 2013

## Personal
Musikkåren består av 53 professionella musiker. Kårledningen består av chef, ställföreträdande chef, producent, musikdirektör, regementstrumslagare, orkesterincpicient, scenmästare och notbibliotekarie.

## Besättning och ensembler
Arméns musikkår har följande besättning:
3 flöjt, 10 klarinett, 2 oboe, 2 fagott, 4 saxofon, 5 valthorn, 8 trumpet, 4 trombon, 2 eufonium, 3 tuba, 10 slagverk
Besättningen möjliggör ett flertal ensembleformer såsom stor paradmusikkår, stor symfonisk blåsorkester, storband, folkmusikensemble, serenadensemble, blåsoktett, mässingssextett, blåskvintett, brasskvintett, saxofonkvartett samt klarinettkvartett.

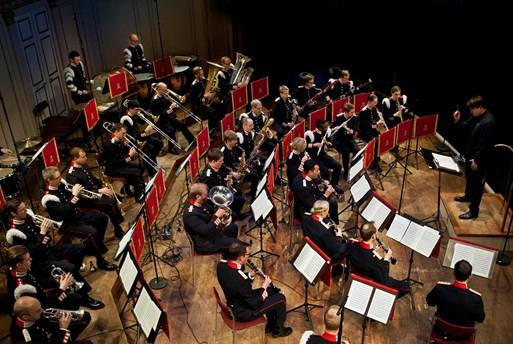
Konsert

## Uniform och utrustning
Armens Musikkår bär Göta livgardes paraduniform modell 1886. Denna har röda detaljer till skillnad från Svea livgardes paraduniform som har gula.
- Daglig dräkt: uniform m/1886 för Kungl. Göta Livgarde  mössa med blågul kokard (1.sergeant/CR 6 och högre), vapenrock mörkblå med röda uppslag, knappar i silver med tre kronor, ärmmattor i silver (1.sergeant/CR 6 och högre grader) respektive vitt band (övriga), byxor mörkblå med röd passepoal, svarta kängor. Kappa mörkblå.
- Liten paraddräkt: som daglig dräkt med följande skillnader: kask m/1887 med blågul kokard (1.sergeant/CR 6 och högre) respektive silverkokard (övriga), paradskärp (1.sergeant/CR 6 och högre vid enskilt uppträdande) respektive vitt skärp.
- Stor paraddräkt: som liten paraddräkt med följande skillnader: plym m/1887 till kask m/1887.
- Trummor: vita med Sveriges riksvapen lika som för Kungl Svea Livgarde

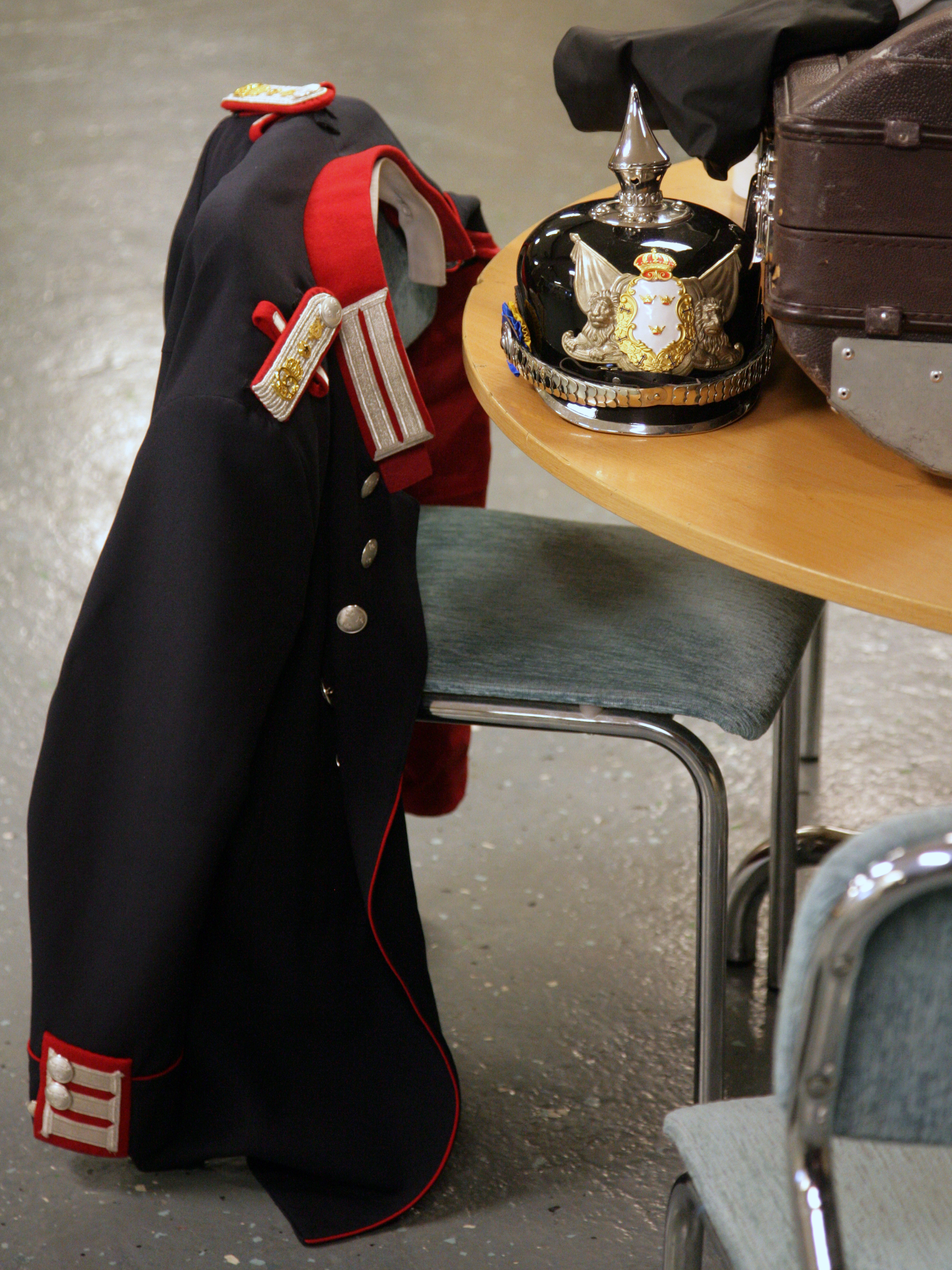
Uniform m/1886 1. Sergeant

Källa:Uniformsbestämmelser

## Diskografi
Arméns musikkår har medverkat på en mängd inspelningar, många på Försvarsmusikens eget skivmärke Serpent. Ett urval ges nedan.
- Konsert med Arméns musikpluton 1982[2], Arméns Musikpluton 1982, dirigent Torgny Hanson, solist Håkan Hardenberger, Prophone LP PROP 9925 (1984).
- Under blågul fana, Arméns musikpluton 1984, dirigenter Torgny Hanson och Harry Sernklef, Proprius LP PROP 9945 (1985).
- På parad och estrad, Arméns musikpluton 1986, dirigent Ulf Sigurdson, Proprius LP PROP 9950 (1986).
- Sound of Brass, Arméns musikpluton 1988, dirigent Torgny Hanson, solist Daniel Kåse (slagverk), Proprius PRCD 9018 (1989).
- Festival of Brass (Festspel), Arméns musikpluton 1989, dirigent Mats Janhagen, solist Andreas Hanson (kornett), Proprius PRCD 9045 (1990).
- Världens marscher (Great Marches of the World), Arméns musikpluton 1990, dirigent Mats Janhagen, Serpent SERCD 901 (nyutgåva 1997).
- A Touch of Sweden, Arméns musikpluton 1991, dirigent Mats Janhagen, solister Sonny Wallentin (sång), Olle Hermansen (ess-kornett), Proprius PRCD 9065 (1992).
- Flygvapnets marscher (Swedish Air Force Marches), Arméns musikpluton 1992, dirigent Mats Janhagen, Serpent SERCD 1 (engelskspråkig utgåva: SERCD 1 E) (1993)
- I parad, på konsert, Arméns musikkår 1994, dirigent Mats Janhagen, Serpent SERCD 6 (1995).
- Musique Royale, Arméns musikkår 1995 (skiva tillägnad Carl XVI Gustaf på hans 50-årsdag), dirigent Mats Janhagen, Serpent SERCD 9 (1996).
- On Tour 1996, Arméns musikkår 1996 (liveinspelningar), dirigent Mats Janhagen, solist Andreas Sundén (klarinett), Serpent SERCD 14 (1997).
- Scandinavian Winds, Arméns musikkår 1997, dirigent Mats Janhagen, Serpent SERCD 16 (1998).
- Vaktparad, Arméns musikkår 1998 (några spår spelas av Arméns Musikkår 1996), dirigent Mats Janhagen, Serpent SERCD 17 (1999).
- The Best of the ’99 Concerts, Arméns musikkår 1999 (liveinspelningar), dirigent Mats Janhagen, Serpent SERCD 19 (2000).
- La danza, Arméns musikkår 2000, dirigent Mats Janhagen, Serpent SERCD 22 (2001).
- Musik & tradition, Arméns musikkår 2002, ensemble ur Svea Livgardes Musikkår, sångare ur Orphei Drängar, dirigent Mats Janhagen, Serpent SERCD 25 (2003).
- Great Swedish Marches, vol. 1, Arméns musikkår 2003 och Arméns musikkår 2004, dirigent Mats Janhagen, Serpent SERCD 27 (2005).
- Prayer for Peace, Arméns musikkår (skiva tillägnad 60 år av fredsbevarande missioner, gåvoexemplar), sång: Gunilla Backman och Anders Ekborg, dirigent Mats Janhagen, Serpent SERCD 34 (2014).
- Julmusik på Kungliga Slottet/Christmas Music at the Royal Palace. Arméns Musikkår 2013, dirigent Mats Janhagen och Mary Ljungqvist-Hehn, Solister: Miah Persson, sopran, Karl-Magnus Fredriksson, baryton jämte Kungliga Slottets vokalensembler.